# Daniel Sorín
Daniel Sorín, escritor argentino nacido en Buenos Aires, ganador del Premio de Novela de Emecé en 1998 con Error de cálculo (Emecé, 1998), una "reinterpretación de las atrocidades de la dictadura militar en clave de ciencia ficción", según escribió Luis Pestarini en La ciencia ficción en la literatura argentina, un género en las orillas.
Su segunda novela, El dandy argentino (Grupo Editorial Norma, 2000), habla de un hombre increíble: Lucio Victorio Mansilla. Amante de las bellas mujeres, niño miedoso y militar temerario, político inconsecuente, escritor notable y duelista temido, esotérico y creyente en los fantasmas. 
Palabras escandalosas (Sudamericana, 2003) cuenta la historia de Cesare Paganni, un profeta poseído que, en los albores de 1910, cuando la Argentina se preparaba para festejar su primer centenario, aventura una tragedia inminente de alcance planetario: el cometa Halley. El cometa se acercaba imparable e impactaría sin perdón en la Tierra, eliminaría a la mitad de la población: los mejores. Ya que los peores pecadores sobrevirían sólo para desear no haberse salvado. Les quedaban siete años de vida hasta que una nueva catástrofe los barrería en el histórico año de 1917. 
Palacios. Un caballero socialista (Sudamericana, 2004) da cuenta del rumor que se esparciera por Buenos Aires hacia 1965: Alfredo Palacios, el ilustre socialista, ateo natural, antes de morir habría solicitado el auxilio de un sacerdote para que le diera la extremaunción. El episodio es una excusa para retratar a un personaje único y contradictorio, retrato que a su vez es la excusa para pensar el siglo XX argentino. 
En Velas para Gilda (La Bohemia, 2007) retoma Sorín la saga de Error de cálculo, descorre el velo de lo aparente con una historia asombrosa, ácida parodia del país real, de la corrupción de sus instituciones, del oscuro juego del poder y de ciertos extraños cambios en las costumbres. 
El hombre que engañó a Perón (Sudamericana, 2008) narra, con la excusa de un frustrado, surrealista y real plan atómico y el telón de fondo de la guerra fría, el drama de un país dividido en dos fracciones irreconciliables. División donde la verdad muere inexorablemente a favor del odio.
El cerco (Del Nuevo Extremo, 2012) tiene una trama policial, trata sobre un asesino serial que elige sus víctimas entre los integrantes de los reality show y la farándula artística. Desquiciado o vengativo, sus crímenes son tan crueles como perfectos. No deja ni huellas ni rastros que permitan seguir sus pasos. Solamente un macabro modus operandi. Policías y gobernantes descubren que su propio futuro está en peligro, y destinan todo su poder en la cacería del asesino. El periodismo, la oposición política y las iglesias no pueden quedar al margen. En verdad, nadie está al margen desde el día en que un gigantesco cerco se extiende por el neurálgico centro financiero de la city. Centenares de miles de personas no pueden entrar ni salir, rehenes de un inspector de policía. El cerco fue finalista del Concurso de Novela Negra de la editorial Del Nuevo Extremo de 2011.
En distintos medios se han publicado algunos de sus cuentos, "La mujer desnuda", "El duelo", "Paolo de Nápoles" y "El regreso de Zheng He". 
La última carta (Edhasa, 2013) mientras en la casa se ultiman los preparativos, un hombre se demora en bajar a la fiesta. Es su cumpleaños, y es también un momento en que los recuerdos lo acunan y casi le impiden moverse. El ardid familiar es enviar al nieto para que lo rescate de sí mismo, y como tantas veces en estos casos, ocurre lo contrario. Los recuerdos no se disipan, aunque es cierto que se ordenan. Ante ese niño que pregunta, el hombre, José, hilvana la historia de su vida, los momentos que la han marcado. De golpe surge un personaje importante, Urbino, de profesión cartero. Pero luego aparece uno mayor: el legendario John William Cooke, el ícono de la resistencia, el referente, desde la década del cincuenta, de toda la izquierda peronista. José lo trató durante un año inolvidable: él era un joven y el otro un mito de la política estaba cerca de la muerte. Además de la amistad, los ligó un secreto: una carta que Cooke escribió a Perón, y que está perdida desde entonces. ¿Perdida? Pues quizás no sea la palabra indicada. Mejor decir que aún no ha visto la luz, y quizás sea el momento de hacerla pública.Con una prosa emotiva, que liga la lucha y la militancia a la memoria y los anhelos, en La última carta, Daniel Sorín recupera el personaje de John William Cooke y su legado. En el doble sentido de la palabra: la conducta y el ejemplo que legó, pero también, y más importante, el hecho de dar a otros, de recordar que la vida es transmisión y que eso nos salva del dolor del tiempo.
John William Cooke. La mano izquierda de Perón (Planeta, 2014) es una biografía crítica sobre el dirigente del peronismo revolucionario John W. Cooke. El pensamiento y la labor política de John William Cooke han sido de gran importancia para la historia política argentina. En especial, para el peronismo. No siempre reconocido, a veces olvidado o cuestionado por algunos sectores a causa de sus ideas marxistas, Cooke se constituyó en un ejemplo de lealtad, coherencia y lucha. El “Bebe” fue testigo y protagonista del desarrollo y consolidación del peronismo, para luego volverse una de las más destacadas figuras de la resistencia. Con el líder en el exilio, Cooke se convirtió en uno de los más importantes interlocutores de Perón, quien le delegó el accionar y destino del movimiento.
En John William Cooke. La mano izquierda de Perón, Daniel Sorín construye una biografía crítica excepcional y un apasionante trabajo documental en el que logra componer un recorrido histórico a partir de una evidente pasión e interés por el presente.
De esta manera, con el espíritu del más escrupuloso biógrafo, propone un retrato ceñido del pensamiento y las convicciones de Cooke sin dejar de interpelarlo. Un completo retrato intelectual donde se hacen presentes todas las aristas de un hombre que vivió para la política.
Tres segundos es una eternidad (Vestales, 2016) Un hombre lanza su orina sobre la barra de un bar: la mea sin pudor porque no lo han dejado pasar al baño. No es un caso, ni siquiera, del todo, un delito: apenas una contravención. A eso han reducido al inspector Vives: recluido en una comisaría de barrio, cumple la condena de los desterrados en una tarea innoble, mezquina, que se burla de él. Ahora, el gran inspector Vives, luego de un caso fallido, persigue contravenciones y rumia su venganza contra el comisario Bermúdez, el que le tendió la trampa que lo hizo quedar recluido en las pequeñeces de una dependencia barrial. Vives, por su parte, consciente de que no pueden coexistir con Bermúdez en la fuerza, arma una celada para destronarlo; juega a todo o nada y no puede saber, en realidad, si ha logrado ganar. Como en un juego de espejos, como en una partida de ajedrez de dos viejos conocidos, ambos enemigos se miden todo el tiempo, prevén la jugada del otro, arman una historia que no suelta al lector, que es irrespirable. Poblada de personajes secundarios atractivos, Tres segundos es una eternidad puede ser leída como una novela cortesana, donde cada personaje, cada locación, cada nombre tiene su correlato en otro real, existente. Se trata, en definitiva, de un roman à clef en la que el lector también puede decidir la suerte de la trama.
Plan Patagonia (Al Fondo a la Derecha, 2020) Sorín imagina un futuro a partir que algunos hechos del pasado no ocurrieron o sucedieron de manera diferente. Así, en junio del año 2002 un golpe de Estado derrocó al presidente Hugo Chávez Frías que, dos años después, moriría en prisión. Meses después, el 27 de octubre, en las exuberantes tierras de Jorge Amado, el candidato del Partido de los Trabajadores, Luiz Inácio da Silva, intentó por cuarta vez ser elegido presidente, pero, derrotado por el oficialista José Serra, Lula abandonó la política. Al año siguiente Carlos Menem fue reelegido por tercera vez presidente de la Argentina. En enero de 2004 fue asesinado —en un confuso episodio en los suburbios de La Paz— el dirigente cocalero Evo Morales. Y, hacia fines de ese año, la IV Cumbre de las Américas aprueba con entusiasta unanimidad el Área de Libre Comercio de las Américas. Ha pasado mucho tiempo. Ahora, comienza el Plan Patagonia.
"Cuando el criminal es el estado. Asesinos en la Patagonia del siglo XIX" es la ponencia presentada en el V Congreso Internacional de Literatura Negra Medellín Negro 2014, integra Fronteras del crimen. Globalización y Literatura (Planeta, Colombia, 2014) plantea que “Buena parte de la literatura y el cine toman al criminal como un sujeto que está afuera, a extramuros de la sociedad. En contraposición al que representa la ley —policía/detective— como alguien que está adentro del sistema, a intramuros. Pero qué sucede cuando esto se invierte. Cuando los criminales son sicarios del Estado. Pues dos cosas. Uno: el crimen permanecerá impune. Dos: el detective/policía fracasará. Ambas cosas sucedieron en la Patagonia a fines del siglo XIX”.
"Tris, el mono" (cuento infantil, en Brújula norte, Macma Ediciones, 2015)
"Matando ídolos de barro" (en Rastros. Entrevistas de género negro, Biblioteca Nacional/Evaristo, 2015)
"El regreso de Zhèng Hé" (cuento en Viajeros, Salim, 2018) Cuenta la leyenda del almirante eunuco Zhèng Hé que, según la leyenda, fue el primero en circunnavegar el planeta.
"El Ohio" (cuento en Desencajados, La Bohemia, 2018) El hombre entra al bar, pide pasar al baño. Pero no lo dejan. Y ya no puede más. El desenlace es increíble.
"La llamada" (cuento en Las mil y una noches peronistas, Granica, 2019) En septiembre de 1962 John William Cooke está en París y espera una llamada de Perón.

## Algunas publicaciones
Ha publicado:
- Error de cálculo —ganadora del Premio Emecé de Novela en 1998— (Novela, Emecé, 1998 - Al Fondo a la derecha, 2019)
- El dandy argentino (Novela, Grupo Editorial Norma, 2000)
- Palabras escandalosas (Novela, Sudamericana, 2003)
- Palacios. Un caballero socialista (Novela, Sudamericana, 2004)
- Velas para Gilda (Novela, Editorial La Bohemia, 2007)
- El hombre que engañó a Perón (Novela, Sudamericana, 2008)
- El cerco (Novela, Del Nuevo Extremo, 2012 - Al Fondo a la derecha, 2019)
- La última carta (Novela, Edhasa, 2013 - Al Fondo a la derecha, 2019)
- John William Cooke. La mano izquierda de Perón (Ensayo, Planeta, 2014)
- Tres segundos es una eternidad (Novela, Vestales, 2016)
- Plan Patagonia (Novela, Al Fondo a la derecha, 2020)
- El peronismo de las tres banderas (Ensayo, Gogol Ediciones, 2024)

Textos en antologías:
- “Tris, el mono” en Brújula norte (cuento infantil, Macma Ediciones, 2015)
- “Cuando el criminal es el Estado: asesinos en la Patagonia del siglo XIX” (Ensayo, en Fronteras del crimen. Globalización y Literatura, Medellín Negro-Planeta Colombia, 2015)
- "Matando ídolos de barro" (Ensayo, en Rastros. Entrevistas de género negro, Biblioteca Nacional/Evaristo, 2015)
- "El regreso de Zhèng Hé" (en Viajeros, Salim, 2018)
- "El Ohio" (en Desencajados, La Bohemia, 2018)
- "El profesor" (en El origen del mundo, Vencejo Ediciones, Barcelona, España, 2022 / Juramento Negro, Gogol Ediciones, 2022)
- "Una bolsa de residuos" (en Juramento Negro, Grupo Tierra Trivium, Barcelona, España, 2021 / Juramento Negro, Gogol Ediciones, 2022)
- "La mujer desnuda" (en Palabras para La Poderosa 1, Al Fondo a la Derecha, 2020)
- "La llamada" (en Las mil y una noche peronistas, Granica, 2019)

Vive en Buenos Aires, Argentina.